# Ball de bastons de Reus
El Ball de bastons o bastonets és una dansa del Seguici Festiu de Reus que surt per la Festa Major i per les Festes de la Mare de Déu de Misericòrdia al setembre.
El Ball de bastons és molt antic. A Reus, el Ball d'espases és conegut al segle xv. El gremi de carreters, o fabricants de carros, portava el Ball de bastons el segle xviii.
Hi ha notícies de la sortida del Ball de bastons a Reus l'any 1725, a la festa major de Sant Pere. També l'octubre de 1733, en les festes en honor de Sant Bernat Calbó, hi actuaren cinc balls de bastons, procedents d'Ascó, l'Espluga, Falset, el Vendrell i Reus. Francesc Torné parla de la seva presència a les festes del 1792 quan es va fer el trasllat de la imatge de la Mare de Déu de Misericòrdia al seu Santuari. També es troba present a actes polítics i activitats ciutadanes: el 1814 per la visita de Ferran VII a la ciutat, el 1843 per celebrar la majoria d'edat d'Isabel II, el març de 1844 per la visita de la reina mare Maria Cristina, el juny de 1845 per la tornada de la Mare de Déu de Misericòrdia al seu santuari, a la festa major de 1850 per anar a buscar la mateixa imatge per fer unes rogatives per la pluja, i el 1865 en unes festes d'acció de gràcies a la Mare de Déu de Misericòrdia per haver deslliurat la ciutat del còlera morbo. L'octubre de 1883, el Ball de bastons participà en la festa de col·locació de la primera pedra del nou escorxador, on avui hi ha la Biblioteca Central.
Andreu de Bofarull, historiador reusenc del segle xix, en els seus apunts sobre les festes de Reus, ens diu que és "una de les danses antigas i son vestit és igual al de la dansa dels Valencians, portant també cascavells a las pantorrillas".
Van vestits de forma semblant al Ball dels Valencians, amb espardenyes de betes, cascavells a les cames, calça curta, camisa blanca i faldellí blau, un mocador al cap i dos més creuats al pit de colors vius. Porten "bastons" o "bastonets", pals de fusta d'uns 45 cm de llarg, que colpegen entre ells o a terra mentre porten el ritme de la música. Antigament la música era amb flabiol i tamborí. Ara l'acompanyament es fa amb gralles i timbal. Es toca la tonada recollida per Andreu de Bofarull i d'altres tradicionals del Camp de Tarragona, i també peces de nova composició.
Actualment, a Reus hi ha dues colles de bastoners, el Ball de bastons de la ciutat a càrrec de l'Esbart de l'Orfeó Reusenc, i el Ball de Bastons de santa Llúcia.